# 内部告発
内部告発（ないぶこくはつ）とは、組織（企業）内部の人間が、公益保護を目的に、所属組織の不正や悪事（法令違反など）を、外部の監督機関（監督官庁など）や報道機関などへ知らせて周知を図る行為である。組織の不祥事やその隠蔽は、この内部告発によって明らかになるケースが多い。
社内の監査担当部門に対して行われるそれを「内部通報」、企業外部（マスメディアや行政機関等）に対して行う「内部告発」と呼び分けられているが、本項では便宜上内部通報も合わせて扱う。
日本における内部告発・内部通報に関する法律としては、公益通報者保護法がある。

## 概要

### ホイッスルブロワー
英語では、内部告発者のことをホイッスルブロワー（whistleblower、直訳すると「ホイッスルを吹く人」）という。この言葉自体は19世紀ごろから存在するが、現代の用法は、アメリカの市民活動家・ラルフ・ネーダーによるものである。それまでは"informer"（密告者）や"snitch"（告げ口）のようなネガティブな呼び方しかなかったため、1970年代初頭にネーダーがホイッスルブロワーという言葉を転用して広めた。
この言葉は、犯罪が行われたことやスポーツの試合中のルール違反など、悪い状況について公衆や群衆に注意を促すために笛（ホイッスル）を使うことと関連している。whistle blowerというフレーズは、元々19世紀の法執行官（警察官）を指していたもので、彼らは公衆や仲間の警察官に注意を喚起するために笛を使用していた。また、スポーツの審判も、反則行為等があったときに笛を吹くことから、同様にwhistle blowerと呼ばれていた。1883年の新聞記事では、暴動を起こした市民に対して笛を吹いた警官を、whistle blowerと書いている。1963年までに、このフレーズはハイフンを付けてwhistle-blowerと表記されるようになった。
1960年代には、ネーダーのように不正行為を明らかにした人に対してジャーナリストがこの言葉を使うようになった。最終的にはwhistleblowerという複合語に発展した。

## 内部告発

### 保護制度
過去の慣例からすると、内部告発をするということは、組織からすれば裏切り行為と見なされることが普通であった。したがって、告発者は必然的に組織や関連業界が好ましからざるものと認知されやすい。これにより、公益のために組織の不正や悪事を公表した者が、その組織や関連業界に報復人事などの不利益な扱いをされたり制裁を加えられたり、業界から追放されてしまう事例が相次いだ。
また、あくまで形式的にみると、内部告発は企業の内部情報の漏洩行為に当たるため、企業秩序を侵害する行為として懲戒処分の対象となってしまう。
組織の不正を明るみに出し正すためには、内部告発が非常に重要な働きをする。すなわち、一定の場合には、内部告発の公益性が当該組織の個別の利益を上回ることがあるのである。そのため、こうした組織による不適切な報復行為から内部告発者を保護する必要性があり、各国で法整備・判例形成が進められていった。
アメリカ合衆国では1989年に「内部告発者保護法 (Whistleblower Protection Act)」、英国では1998年に「公益開示法 (Public Interest Disclosure Act)」が制定。日本ではこれに相当する法律として、2004年（平成16年）に「公益通報者保護法」が成立した。
対日有害活動を含む国際的な諜報活動・間接侵略（シャープパワー）を暴露したスタニスラフ・レフチェンコやワシリー・ミトロヒンは、それぞれ米国や英国に亡命した。
また、Government Accountability Project というNPOがエドワード・スノーデンなどを支援している。

### 日本における内部告発

#### 内部告発の保護要件
日本の裁判例上は、以下のような要件を備えれば内部告発者は保護される。すなわち、内部告発行為に対して企業の懲戒処分を行った場合、形式的に要件を備えていても無効となる。
真実性・真実相当性
通報対象事実、つまり告発内容の正当性を立証できる根拠、証拠があること。
ただし、労使間の情報の非対称性に鑑み、告発内容の根幹的な部分について真実であるか、真実と信じる相当の根拠があれば足りるとされる。
目的の公益性
公益性があり、自分の私的利益追求の目的や加害目的がないこと。
社内の権力争いが目的であったり、企業を脅迫して利益を得る目的がある場合は認められない。
正当性
告発手段・態様が正当であること。
企業内の公益通報窓口（ヘルプライン）が有効に機能している場合は、まずは企業内部での改善努力を求める意味で、最初にそれを用いた内部通報が選択されるべきとされる。
外部に告発する場合も、その方法や情報を伝える相手の選択などにより裁判例上判断が分かれている。
告発すべき情報の入手方法も問題となり、多少の無断コピー程度であれば問題ないとした裁判例はあるが、企業秘密を社会的に相当でない方法で侵す態様での情報入手までが保護されるかは異論がある。

#### 公益通報者保護法
2006年4月1日に施行された日本の法律。内部告発を行った労働者を保護することを目的とする。内部告発の正当性の判断は、同法の保護要件に基づいて判断される。
同法はあくまで「内部告発者を守る法」であり、組織の不正行為を摘発することが主軸ではない。したがって、内部告発者の保護はなされても、組織の不正行為の摘発および是正に必ずしも結びつくとは限らない。
同法の施行後も、内部告発者に対する企業による制裁は行われている。また、保護される告発・通報の要件が色々と限定されており、告発者の立場や通報先にも縛りがある。こうしたことから、一部からは同法は内部告発者の保護が不十分であるという指摘を受けている。

#### 弁護士会の相談窓口
内部告発者を考えている者の相談窓口として、弁護士会は無料もしくは廉価な相談窓口を開設している（記事末尾の外部リンク参照）。同法では内部告発者が保護されるための様々な要件が決められており、不用意に企業の外部へ内部告発を行うと保護の対象にならない。その点、弁護士には守秘義務があるので、内部告発の相談を行っても、企業外部への告発とみなされることなく、告発の方法や身分の保護について確実な手順を示してもらうことができる。

### 告発者となる危険性

#### 告発者に対する制裁・報復
日本国内において、告発者に対して組織が制裁・報復行為（不利益処分としての不当懲戒処分）をした実例を例示する。
- 1950年、二俣事件で紅林麻雄が拷問によって自白を強要した事実、現場に残された靴跡のサイズと少年のサイズが一致しないことを告発した山崎兵八刑事に対し、二俣警察署長は辞職願を出すように強要。山崎氏が拒むと出勤停止処分にした。公判でも弁護側証人として警察の拷問捜査の実態を証言したが、二俣署長は山崎は事件当日に現場に行っていない、性格も変質的であり、捜査から外したと山崎を不当に貶めた。静岡地裁で二俣事件の死刑判決が出た同日、山崎氏を偽証罪で逮捕し、精神異常の疑いありとし、名古屋拘置所で名古屋大学医学部の乾憲男教授が60日間にも及ぶ精神鑑定を行う[14]。精神鑑定時に薬物注射まで行い、妄想性痴呆症とでっち上げの診断[15]。偽証罪は不起訴となり釈放されたが、二俣警察署で辞職願を書かされ警察を退職させられた上、公安委員会より精神異常を理由に自動車免許を取り消された。
- 1974年にトラック業界の闇カルテルを告発したトナミ運輸元社員（2006年9月20日定年退職）串岡弘昭が、告発が匿名でされなかった為に、32年間も閑職しか与えられなかった。串岡はこの処遇を内部告発に対する不当な報復行為として、2002年1月にトナミ運輸に対して訴訟を起こし、2005年に勝訴判決を得ている（富山地判平成17年2月23日）[16]。
- 2004年7月、三菱重工業神戸造船所に勤務していた54歳の男性が、同造船所の複数の社員による『監理技術者』の資格者証の不正取得があったとして、社内のコンプライアンス委員会に電子メールで通報したところ、設計補助の担当を外されて閑職に回され、さらに2007年6月に関連会社へ出向（休職派遣）を命ぜられたとして、出向の取消しと慰謝料など110万円の支払いを求める労働審判を神戸地裁に起こした[17]。
- 2005年1月、愛媛県警察鉄道警察隊隊員・仙波敏郎が、警察本部の裏金の存在を公表したところ、勤務中も拳銃を貸与されず、果ては職務経験と何の関係もない通信指令室付に突如異動させられた。愛媛県人事委員会から“不当人事であり原職復帰させよ”と警察本部に下命。
- 2006年4月（公益通報者保護法の施行後）、トヨタ自動車系列の販売会社大阪トヨペット（現・大阪トヨタ自動車）の社員が、売買契約書捏造による販売実績水増しをトヨタ自動車販売店協会が設けたヘルプラインに対して内部告発したところ、窓口を務めた弁護士事務所が社員の氏名を大阪トヨペットに報告（これは守秘義務違反に当たる）、大阪トヨペットは社員に対して10日の自宅待機命令を下すという事件が発生した[18]。
- 2007年、東日本高速道路新潟支社が発注した上信越自動車道熊坂トンネル工事で、コンクリートの厚さ不足の手抜き工事を告発した、ピーエス三菱・北野建設共同企業体の下請け企業の現場監督（当時）が、自宅待機の後に懲戒解雇された。その後、会社都合による退職をすることで和解[19]。
- 2007年4月、オリンパスの社員が、当時の上司がすすめていた他社社員の引き抜き行為に関して不正競争防止法違反の疑いがある、と同社コンプライアンスヘルプライン室へ通報。ところが、同室の責任者が通報者とのメールを当事者である上司や人事部へも送信し、通報した社員は畑違いの部署へ異動となった。2008年2月、この社員は不法な報復人事であるとして、異動の取り消しを求め東京地裁へ提訴し、2011年には最終的に社員の訴えが認められ報復人事訴訟に勝訴した[20]。
- 2010年9月、高松市内の金属加工会社に勤務していた男性社員が、この会社が給与額を厚生労働省などに過少申告することで、社会保険料の負担を抑制していると感じて、高松西年金事務所に相談し、同事務所がこれを受け調査したところ、保険料の過少納付の他、助成金110万円を不正受給していたことも発覚。ところがその直後、この社員は時給を下げられたり、社内で無視されるなどのパワーハラスメントを受け、これが元で体調を崩し2012年3月に退職した。男性は2012年8月17日に、この会社を相手取って慰謝料など総額200万円の支払いを求め高松地方裁判所に提訴しており、現在会社との間で係争中[21]。
- 2012年9月、福岡県小郡市の障害者就労支援施設で虐待事件が発生した際、2人の職員が「元管理職の男性（暴行罪などで有罪確定済）が知的障害者への虐待行為をしている」と福岡法務局に通報。ところが、管理職の男性の父親で、施設の運営主体のNPO法人リブロ（書店チェーンの株式会社リブロとは無関係）の理事長から、パートタイム勤務への切り替えを命じられた後、2013年1月から退職を迫られるようになり、拒否したところ、「試用期間を終えた」との理由で解雇された。2人は福岡労務局に紛争調整委員会による斡旋を申請したが、リブロとの交渉が不調に終わったため、リブロに対し解雇後の賃金を支払うよう、2013年7月26日付で福岡地方裁判所に労働審判を申し立てた[22]。その後、NPO法人リブロは2017年11月1日に福岡地裁へ自己破産を申請した[23]。
- 2013年11月、厚生労働省、NEDOと製薬会社の合同国家プロジェクトJ-ADNIにてデータ改竄事件が起きた際、検証担当者の東京大学教授が厚生労働省の担当官にこれを告発したが、担当官は電子メールを研究代表である別の東京大学教授にそのまま転送。検証担当者は辞職に追い込まれ、記者会見を開かざるを得なくなった[24]。
- 2018年、山口県田布施町の職員が税金の徴収ミスを内部告発したが、町はこの職員に対し2年間で3度にわたり配置転換を行い、さらに2020年6月現在、1人用個室内で町史編纂を担当する部署に異動させていたことが、同町議会の指摘で明らかになった[25]。町は正当な異動であると主張しているが、議会からはパワーハラスメントとの指摘も出ており、各地から批判が殺到しているほか、町役場に対し爆破予告メールが送信されるなどの事件も発生した[25]。
- 2021年1月、海上自衛隊横須賀基地業務隊の40歳代の男性2等海尉が、部下の20歳代の男性3等海曹（その後依願退職）から、上官である男性曹長からパワーハラスメントを受けていると相談を受けた。当該の曹長は、他の部下にもパワハラを多々行っているとして、パワハラを受けた部下らが2等海尉に相談しており、2人は同年2月に、曹長に対する懲戒処分を求める申立書と答申書を海上幕僚監部と横須賀地方総監部に提出。ところが、その約7カ月後に、2等海尉と元3等海曹曹は、警務隊に虚偽告訴などの容疑で逮捕された。その後横浜地方検察庁は、2人を嫌疑不十分として不起訴としたが、2人は横浜地方裁判所に、逮捕は内部告発への組織的報復であるとして、国家賠償を求め2023年2月に提訴した[26][27]。
- 2021年11月、大塚食品滋賀工場の品質管理課に勤務する男性社員が、粉末タイプのポカリスエットなどを包装に食品用ではないポリ袋が使用されていたことを見つけ、さらにその袋から埃などが検出されたことを踏まえ、滋賀県食品安全監視センターの公益通報窓口に連絡。監視センターはこれを受けて調査を行い、2022年8月に、食品衛生法に抵触する可能性があるとして同工場に対し再発防止を指導した。ところがこの男性は、2023年4月になって別の部署へ配置転換となり、その後鬱病と診断され、同年9月から約4カ月間休職を余儀なくされた。この男性は、鬱病を発症した原因として、管理職に取り囲まれた上、監視カメラを自分の方に向けられるなどしており、こうした処遇は公益通報が原因となっているとして、2024年5月13日に同社に対し、大津地方裁判所に提訴し係争中である[28]。

- 2024年、北海道内の陸上自衛隊に勤務する男性自衛官が、当時（2021年)所属していた北部方面隊 北部方面混成団 第1陸曹教育隊 東千歳駐屯地で自身を含む複数の隊員に対し、日常的に上官によるパワーハラスメントが行なわれ、複数の同僚が理不尽な指導に畏縮したり心療内科の受診を余儀なくされるなどの深刻な被害に遭っていた。状況を改善する必要があると考えた男性自衛官は21年４月、陸上自衛隊のパワハラ相談窓口に暴言や暴力などによるパワーハラスメントを行った上官2人について匿名で通報、ところがパワハラ相談窓口は、相談者を特定できる状態で所属部隊に事実確認を行なった。通報した男性自衛官は別の上官から“自白”を強要されたほか、少なくとも３人の高級幹部、（いずれも１等陸佐）に通報したことを認めるよう強要され、「混成団はたとえ匿名でも必ず通報者を特定して処罰を加える」「通報というテロ行為を許すことはできない」「謝罪しろ」「威力業務妨害」などと暴言を吐かれたり（告訴をちらつかせる）、遠隔地への異動を仄めかしたり、男性自衛官の人事資料に虚偽の内容を記載し人事的不利益を与えるなどをした。男性自衛官はこれらの上司達による報復行為を陸上自衛隊のパワハラ相談室、防衛省パワハラ相談室、北部方面総監部、陸幕監察室へと通報しましたが、高級幹部（いづれも１等陸佐）が関わっているためか、まともに対応してくれないため、男性自衛官は公益通報をし、五ノ井さんの事案で実施された特別防衛監察にも申し出るも公益通報と特別防衛監察の調査結果は【証言がなくそのような事実は無かった】と結論づけられた（組織隠蔽）。男性自衛官はこれらが原因で精神的苦痛を受けたなどとして、2024年6月に防衛省に対し220万円の国家賠償を求め、札幌地方裁判所に提訴した[29]。同年９月上旬の初弁論で国及び陸上自衛隊は【証言がなくそのような事実は無かった】から一転、上司達高級幹部による【犯人捜し】【暴言】【報復行為】の事実をおおむね認めつつ、損害賠償の金額などについて争う姿勢を見せ、同じ時期に陸上自衛隊が突如【再調査の必要がある】として改めて事実確認を再開した。再調査の結果は2025年2月に出た、再調査の結果は【最初の調査結果の「証言がなくそのような事実は無かった」が覆り、先の犯人捜しや自白強要、報復人事などが事実であり、ことごとく不適切だったと認められた】2025年4月に被告の国が異例の「訴訟告知」を実施、その対象は男性自衛官の元上官にあたる２人で１人は陸上自衛隊北部方面混成団（千歳市）の元団長でもう１人は同じく元副団長、２人はそれぞれの職に就いていた2021年、匿名でパワハラを通報した男性自衛官を通報者として特定するよう当時の隊長らに指示したとされる。
- 2025年、小田原短期大学の通信教育課程に於いて、幼稚園教諭2種免許取得の際に、模範解答の持ち込み及び書き写しが認められ、2,600人の学生が模範解答を丸写しして合格していたことが、2025年6月に明らかになった。不正受験によって、知識の不十分な教諭が輩出されている可能性が出ている。文部科学省は、丸写しでの単位取得は不適切であるとして、同短大に対し2025年3月に行政指導している。[30]。この件に絡み、札幌市に所在する同短大の系列校の教員の男性が、この件を報道機関に内部告発したところ、同短大の運営主体である学校法人三幸学園から懲戒解雇され、2025年6月30日に解雇は不当であるとして札幌地方裁判所に仮処分を申し立てている[31]。

### 監督省庁の不手際・隠蔽
内部告発は組織の不正を正すために重要な要素を持つ行為であるが、内部告発者の身を危険に晒す原因を作り上げたり、内部告発を放置して被害を拡大させてしまうなど、内部告発を受け処分する側であるはずの監督省庁の姿勢・対応の悪さがたびたび問題となる。

#### 内部告発者の個人情報通知
企業の内部告発者に対する不当な制裁・報復行為を誘発する恐れが高いにもかかわらず、内部告発者の個人情報（氏名など）を企業に対して提供する問題が発生している。
2002年に発覚した東京電力原発トラブル隠し事件において、内部告発を受けた経済産業省原子力安全・保安院が、その内部告発者の氏名を含む資料を、東京電力に通知していたことが判明している。
2013年、東京都世田谷区の設置する世田谷保健所は、衛生管理に関する内部告発を行った人物の氏名を企業へ通知した。内部告発者は即日解雇された。
2014年、厚生労働省はJ-ADNIのデータ改竄疑惑を告発した、検証担当者からの電子メールをそのまま研究代表に転送。検証担当者は辞職に追い込まれた。

#### 内部告発放置問題
内部告発を放置あるいは無視し、組織の不正摘発に遅れを生じさせるなど、監督省庁に対して行われた内部告発が生かされず、企業の不正が放置され被害を拡大させる問題が発生している。
2007年6月、北海道の食品加工卸会社ミートホープが、牛肉ミンチの品質表示の偽装を長年に渡って行っていたことが報道により公になったが、その1年余り前の時点で北海道庁や農林水産省に対し、内部告発が行われていた。しかしながら、省庁側の対応が鈍く、この内部告発は事実上放置されていた。その結果およそ1年間に渡って、偽装表示の牛肉ミンチが市場に流通を防ぐことができず、ミートホープの不正を知りながら不正行為をさせ続けたことになり、役所の対応が問題視さた。
また、JAS法違反（食品偽装など）を内部告発する公益通報は、公益通報制度が開始された2006年以降5年間で、日本国政府や各都道府県に対し計63件が寄せられているが、違反した事業者名が公表される「改善指示」につながった例は1件も出ておらず、制度の実効性に疑義を唱える意見が強くなっている。

### 内部告発の事例
クリアストリームの匿名口座は、内部告発によって発覚した世界的事例である。
ABBグループは2007年と2014年の両方においてカルテルを最初に告発して欧州委員会に制裁金を免除されている。
- 2000年 - 三菱自動車によるリコール隠し　運輸省（当時）へ、三菱自動車工業の不正を匿名電話の告発により事件発覚。
- 2002年 - 牛肉偽装事件（雪印食品・日本ハム・伊藤ハム等）倉庫業者の告発により発覚。
- 2007年 - 船場吉兆 菓子販売に関する保健所への告発により食品偽装が発覚。
- 2015年 - 化学及血清療法研究所の不正ワクチン製造事件。厚生労働省に匿名の投書が届き、化血研の職員を名乗り、法令違反をしていることに「心が痛む」と記載があった。立ち入り調査により40年以上にわたる不正が発覚し、110日間の業務停止命令に至った[37]。
- 2016年 - 東亜建設工業の東京国際空港などでの滑走路における液状化現象対策工事のデータ改竄問題。2次下請けが1次下請けを通じて、東亜建設工業本部に通報した[38]。
- 2024年 - 鹿児島県警内部告発事件。

## 内部通報

### 内部通報の法的性質
労働者等が、企業内部の機関に不正行為等を通報することを内部通報という。
内部通報の前置が上述のように外部への内部告発の正当性の根拠となるように、内部通報は基本的には正当な行為とされる。そのため、内部通報は基本的に懲戒事由とならず（著しく不当な手段・態様で行われる場合を除く）、公益通報者保護法上の保護要件も、「通報対象が生じ、または生じようとしていると思料する」こと（同法3条1項）で足りるとされ、真実性・相当性が不要とされている。

### 内部通報体制の整備
経営陣が社内の不正や不祥事を知る手段として内部通報の制度を作る企業もある。
上場企業においては、東京証券取引所の「コーポレート・ガバナンス・コード」によって内部通報の体制整備が義務付けられている。
だが、制度だけでは内部告発は設計意図どおりには機能しない。告発を勧めるためには、制度設計の他にも社員教育による意識の改革が必要となる。

### 報奨金制度
アメリカ合衆国の道路交通安全局（NHTSA）は、2015年年から自動車などに関する内部通報に対し報奨金制度を導入。2016年には、現代自動車の技術者の一人がシータ2エンジンの欠陥を内部通報し、大規模なリコール調査を行う契機を作った。後に、この技術者は2400万ドルの報奨金を得ている。

## 関連する法律・ルール
- ISO 37001（英語版） - 内部告発などを含む腐敗防止制度認証制度。
- 公益通報者保護法 - 日本
- 腐敗防止法 ‐ 韓国
- オーストラリアにおける内部告発者保護（英語版）
- Public Servants Disclosure Protection Act（英語版） - カナダ
- Directive (EU) 2019/1937 of the European Parliament and of the Council of 23 October 2019 on the protection of persons who report breaches of Union law ‐ 欧州連合（EU）[43]